# ワーナー・ディアンズ
ワーナー・ディアンズ（Warner Dearns、2002年4月11日 - ）は、ジャパンラグビーリーグワン東芝ブレイブルーパス東京に所属するラグビーユニオン選手。

## プロフィール
- 父のグラントは元ラグビー選手[1](現・NECグリーンロケッツ東葛コーチ)。母のターニャは元ネットボールニュージーランド代表[2]。
- 第100回全国高校ラグビー大会優秀選手に選ばれたことがある[3]。

## 略歴
4歳からラグビーを始めた。父のNECコーチ就任に伴い14歳で来日。
2021年、流経大柏高校卒業後、東芝ブレイブルーパス(現・東芝ブレイブルーパス東京)に加入。
東芝での公式戦出場はないまま、日本代表に選出。2021年11月13日、日本代表ヨーロッパ遠征のポルトガル代表戦で控えから出場し、代表初キャップを獲得した。
2022年1月8日、JAPAN RUGBY LEAGUE ONE第1節東京サントリーサンゴリアス戦にて、先発出場で日本での公式戦初出場を果たした。この試合で、前身のトップリーグ2020での記録（藤井達哉、宗像サニックスブルース、19歳10か月10日）を上回る最年少トライ（19歳8か月29日）を挙げた。
2022年6月25日、ウルグアイ代表戦で、日本代表として初めて先発出場。同年10月29日のニュージーランド代表戦で初トライを挙げた。
2023年5月、第10回ラグビーワールドカップに向けた日本代表スコッドに再度招集されたが、合宿中の練習で複数回負傷した影響で、国内でのW杯前哨戦5試合への出場はならなかった。しかし、ラグビーワールドカップ2023フランス大会の日本代表としてプール戦全戦に出場した。
2024年8月25日のカナダ代表戦で2トライを挙げ、プレイヤー・オブ・ザ・マッチに選ばれた。
2025年6月1日、ジャパンラグビーリーグワン2024-25で東芝ブレイブルーパス東京が2連覇。その表彰式の後、試合会場で公開プロポーズを行った。
2025年6月、スーパーラグビー・パシフィックのハリケーンズへの2026年シーズン限りの期限付き移籍が発表された（2026-27シーズンからは再びBL東京でプレーする予定）。

## 受賞歴

### ジャパンラグビーリーグワン
- 2022-23リーグワンベスト15
- 2023-24リーグワンベスト15
- 2024-25リーグワンベスト15